# Jesus Is Coming Soon
Jesus Is Coming Soon ist ein US-amerikanisches Gospellied in englischer Sprache.

## Text
Strophen:
Troublesome times are here, filling men’s hearts with fear, Freedom we all hold dear, now is at stake, Humbling your heart to God, safe from the chast'ning rod, Seek the way pilgrim’s trod, Christians awake!
Love of so many cold; losing their home of gold; This in God’s Word is told; evils abound. When these signs come to pass, nearing the end at last, It will come very fast; trumpets will sound.
Troubles will soon be o’er; happy forevermore, When we meet on that shore, free from all care.  Rising up in the sky, telling this world goodbye; Homeward we then will fly, glory to share
Refrain
Jesus is coming soon, morning or night or noon; Many will meet their doom, trumpets will sound, All of the dead shall rise, righteous meet in the skies, Going where no one dies, heavenward bound.

## Inhalt und Rezeption
Das Lied wurde im Jahr 1942 von Robert Emmett Winsett geschrieben, einem Musikverleger aus Tennessee. Die erste Veröffentlichung geschah im Liederbuch Joys Supernal. Das Lied beschreibt die Erwartung einer Wiederkunft von Jesus Christus. Dabei beschreibt das Lied eine apokalyptische Stimmung. Im Mai 2020, innerhalb der Corona-Pandemie, war der Anfangsvers des Liedes die Kopfzeile des Christian Chronicle, einer US-amerikanischen Zeitung der Gemeinden Christi.
In den 1960er Jahren entwickelte sich das Lied in den Vereinigten Staaten zu einem der Standardlieder des Southern Gospel und zu einem beliebten Radiolied. Es wurde unter anderem von den Oak Ridge Boys aufgenommen.

## Auszeichnungen und Nominierungen
- GMA Dove Award 1969: Lied des Jahres (Gewonnen)[3]
- GMA Dove Award 1970: Lied des Jahres (Nominierung)[6]